# 西尾市立室場小学校
西尾市立室場小学校（にしおしりつ むろばしょうがっこう）は、愛知県西尾市室町にある公立小学校。

## 概要
- 室町、平原町、駒場町、家武町、善明町、花蔵寺町、つくしが丘1丁目、つくしが丘5・6丁目が校区である。公立中学校の進学先は西尾市立東部中学校と西尾市立西尾中学校（花蔵寺町のみ）である[1]。
- 旧・幡豆郡室場村の小学校であった。

## 沿革
- 1872年（明治5年）
  - 8月 - 上室村に郷学校が開校。
  - 10月 - 平原村の最厳寺[注釈 1]に郷学校として平原郷学校が開校。
- 1873年（明治6年）10月 - 上室村の郷学校が嚶々学校に、平原郷学校が平原学校に改称する。
- 1875年（明治8年） -
  - 上室村、中室村、下室村が合併し、室村となる。
  - 嚶々学校が第86・87小学嚶々学校に、平原学校が第77小学平原学校に改称する。
- 1876年（明治9年）
  - 4月 - 平原学校が知新学校須美分教場に統合され廃校。
  - 7月 - 嚶々学校が室学校に改称する。
  - 10月 - 知新学校須美分教場から平原学校が分離する。
- 1879年（明治12年）7月 - 室学校と平原学校が合併し、室学校となる。
- 1882年（明治15年）11月 - 第34学区公立小学室学校に改称する。
- 1887年（明治20年）4月 - 尋常小学室学校に改称する。
- 1889年（明治22年）10月1日 -
  - 室村と駒場村が合併し、室場村が発足。
  - 室場村、花明村、家武村、平原村で、役場事務組合（室場村外三か村組合）が設立される。
- 1892年（明治25年）8月 - 室場村外三か村組合立室尋常小学校に改称する。校区は室場村、花明村、家武村、平原村。
- 1907年（明治40年）6月 - 高等科を設置し、室場村外三か村組合立室尋常高等小学校に改称する。
- 1932年（昭和7年）9月1日 - 室場村、花明村、家武村、平原村が合併し、室場村となる。
- 1934年（昭和9年）4月1日 - 室場村立室場尋常高等小学校に改称する。
- 1941年（昭和16年）4月1日 - 室場国民学校に改称する。
- 1947年（昭和22年）4月1日 - 室場村立室場小学校に改称する。
- 1954年（昭和29年）8月10日 - 室場村が西尾市に編入される。同時に西尾市立室場小学校に改称する。
- 1967年（昭和42年）4月 - 西尾市内の校区が変更され、室場小学校校区の一部（花蔵寺町）が西尾市立東部中学校校区から西尾市立西尾中学校校区に変更される。

## 交通アクセス
- 六万石くるりんバス室場線「室場ふれあいセンター」バス停より徒歩3分。

## 周辺施設
- 室場保育園
- 西尾室場郵便局
- デンソー善明製作所